# Духовне управління мусульман України
Духо́вне управлі́ння мусульма́н Украї́ни (ДУМУ) — релігійна організація, яка об'єднує більш ніж 300 мусульманських громад України Зареєстрована 9 вересня 1992 року.  Управління діє під керівництвом шейха Ахмеда Таміма. Духовне управління мусульман України також проводить соціальну діяльність із забезпечення потреб віруючих у питаннях Ісламу, сприяє створенню нових ісламських культових споруд в Україні, проводить наукові конференції. Духовне управління мусульман України — член Всеукраїнської ради церков та релігійних організацій. ДУМУ проводить З'їзди мусульман України на яких обирається Президія ДУМУ. Головна діяльність ДУМУ — поширення ісламу та протидія екстремістським течіям, які приписуються Ісламу та несправедливо виступають від імені Ісламу, серед яких різні організації ваххабітів, відділення Хізб ут-Тахрір в Україні, сателіти так званих Іхван аль-Муслімін та інші групи. Організація видає свою газету «Мінарет», має інтернет-сайт «ISLAM.UA» та радіостанцію «MPlus», ютуб-канал Islamic Media Ukraine. 
Мусульманська громада України є багатонаціональною. Тому у своїй діяльності ДУМУ сповідує принцип поліетнічності, об'єднуючи у своїх громадах мусульман різних національностей: від кримських татар, азербайджанців та арабів, які традиційно сповідують Іслам, – до етнічних українців та росіян, які прийняли Іслам. Також ДУМУ включає послідовників усіх 4 суннітських правових шкіл (мазhабів), у тому числі найбільш поширених серед українських мусульман ханафітського і шафіітського мазhабу. 
Духовне управління мусульман України регулярно організовує заходи, присвячені мусульманським подіям та святам заради згуртування багатонаціональної мусульманської спільноти на основі традиційних цінностей. Щорічно протягом священного місяця Рамадан проводяться іфтари (вечері-розговіння), які відкриті для всіх бажаючих. З нагоди народження Пророка Мухаммада щорічно проводяться Мауліди, які святкуються у всіх містах України, де діють громади ДУМУ. На ці та інші заходи, пов'язані з мусульманськими святами та подіями, запрошуються не лише мусульмани, а й представники інших конфесій. Таким чином ДУМУ позиціонує себе як відкриту до культурного обміну організацію, яка дотримується виваженої позиції на міжконфесійній арені в Україні.

## Міжнародна діяльність
Діяльність ДУМУ добре відома не лише в Україні, а й за кордоном. Верховний муфтій України шейх Ахмед Тамім та інші представники ДУМУ беруть участь у регіональних, всеукраїнських та міжнародних конференціях, семінарах, круглих столах, зустрічах та самітах. Духовне управління мусульман України має давні дружні зв'язки з муфтіятами багатьох ісламських країн, країн СНД, ісламськими організаціями, міністерствами у справах арабських релігій та інших ісламських країн. Міжнародна діяльність стосується не лише представників ДУМУ, а й кожного мусульманина. ДУМУ запрошує для передачі релігійних знань в Україні відомих релігійних діячів світу. Серед них: проповідник, нащадок Пророка Мухаммада шейх Джаміль Халім, муфтій Австралії шейх Салім 'Ульван, доктор шаріатських наук шейх Самір аль-Каді та інші.

## Міжконфесійні та державно-конфесійні відносини
Діяльність Духовного управління мусульман України спрямована не тільки на забезпечення інтересів мусульман України, а й на розвиток всього українського суспільства, яке є багатонаціональним і багатоконфесійним. Важливе місце в діяльності ДУМУ займає участь у Всеукраїнській Раді Церков і релігійних організацій (ВРЦіРО), співзасновником якого було ДУМУ, і яка була утворена в січні 1996 р. як представницький міжконфесійний консультативно-дорадчий орган.
ДУМУ є членом профільних рад при різних міністерствах, зокрема, при Міністерстві оборони, Міністерстві закордонних справ, Міністерстві охорони здоров'я, Міністерстві освіти і науки та ін. Також ДУМУ є підписантом Меморандуму про духовну опіку військовослужбовців у Збройних Силах України.

## Освітня діяльність
- Значну роль у діяльності ДУМУ грає освітня діяльність. 11 травня 1993 року було засновано перший в історії незалежної України вищий мусульманський навчальний заклад – Ісламський університет, який сьогодні є єдиним ісламським університетом України. Філії Університету розташовані у містах Суми та Миколаїв. В університеті діє факультет Шаріату та основ релігії, який підготував понад 10 випусків імамів та викладачів релігійних наук. Випускники Ісламського університету працюють у мусульманських громадах, центрах та об'єднаннях України, Казахстану, Туреччини, Південної Кореї, Філіппін, Австралії, Австрії, Німеччини та інших країн. Випускникам Ісламського університету надана можливість державного визнання диплома Університету Міністерством освіти і науки України. Ісламський університет співпрацює з авторитетними ісламськими навчальними закладами інших країн, зокрема з Університетом аль-Азhар (Єгипет) та Університетом Аз-Зейтуна (Туніс). Центром ісламської освіти в Україні є Мечеть Ар-Рахма. Наразі розпочато будівництво повноцінного головного корпусу Ісламського університету поряд із мечеттю.
- З 1996 р. діє загальноосвітня школа «Аль-Іршад», де діти у вільний від навчання час мають можливість вивчати традиції та культуру Сходу. Крім того, у громадах ДУМУ діє близько 40 недільних шкіл.
- При мечеті Ар-Рахма діє школа хафізів (хафіз - людина, яка знає весь текст Священного Кур'ана напам'ять) та школа читців Кур’ану «Аль-Магір».
- Крім офіційних освітніх центрів, отримати необхідні, і не тільки, ісламські знання кожен охочий може отримати в будь-якій мусульманській громаді України, яка підпорядковується ДУМУ.
- Видавництво «Ая Груп», що контролюються ДУМУ, регулярно видають якісну літературу, в тому числі наукового характеру, зміст яких постійно удосконалюється в нових виданнях. Ці книги також поширюються і за кордоном.

## Галерея

Полтавська центральна мечеть
Миргородська міська мечеть